# Giovanni Scalzo
Giovanni Scalzo (n. 17 martie 1959, Messina, Italia) este un scrimer ce a reprezentat Italia, medaliat olimpic. A participat la 3 ediții ale Jocurilor Olimpice (1984, 1988, 1992) în care a câștigat o medalie de bronz.